# Chuctiéja
Chuctiéja är en ort i Mexiko.   Den ligger i kommunen Tila och delstaten Chiapas, i den sydöstra delen av landet, 700 km öster om huvudstaden Mexico City. Chuctiéja ligger 264 meter över havet och antalet invånare är 485.
Terrängen runt Chuctiéja är kuperad åt nordost, men åt sydväst är den bergig. Runt Chuctiéja är det ganska tätbefolkat, med 111 invånare per kvadratkilometer. Närmaste större samhälle är El Limar, 6,7 km öster om Chuctiéja. I omgivningarna runt Chuctiéja växer i huvudsak städsegrön lövskog.